# Mirsha Serrano
Mirsha Serrano (2 de mayo de 1979 - 23 de julio de 2007) fue un futbolista mexicano que jugó para los equipos Atlante y Tecos de la UAG. Su posición era de mediocampista.

## Biografía

### Trayectoria
Mirsha Serrano fue producto de las fuerzas básicas de los Tecolotes de la Universidad Autónoma de Guadalajara, haciendo su debut el 20 de febrero de 2000 con el equipo de los Tecos de la UAG, con los cuales permaneció hasta el Torneo Clausura 2005, cuando a su vez fue cedido a Atlante FC, equipo con el que jugó ambos torneos del año 2006 y el Torneo Clausura 2007. Para el próximo torneo regresaría con los Tecos de la UAG.

### Muerte
Murió el 23 de julio de 2007 en un accidente carretero cuando se dirigía de Ciudad Lázaro Cárdenas, Michoacán, donde residía, a Guadalajara, Jalisco, para integrarse a los entrenamientos de los Tecos de la UAG. Según algunas versiones, el accidente pudo haber sido provocado, ya que él se comunicó por su teléfono celular a su familia, que lo venían siguiendo en una camioneta, antes del accidente.